# Ratusz w Nowym Jiczynie

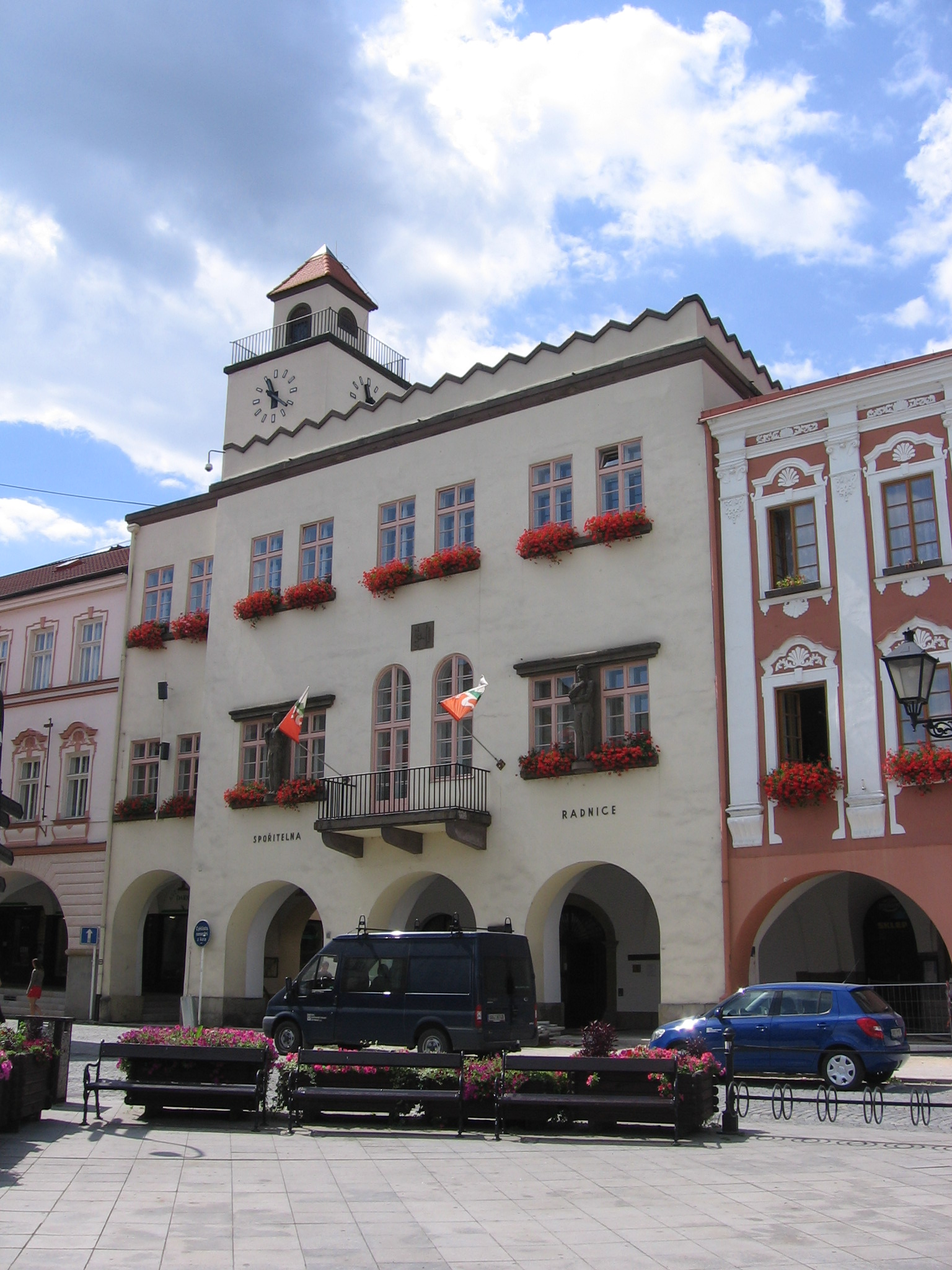
Ratusz w Nowym Jiczynie

Ratusz w Nowym Jiczynie (cz. Novojičínská radnice) – ratusz położony w południowo-zachodnim rogu Placu Masaryka w Nowym Jiczynie, w Czechach. Pochodzi z 1503 roku, kiedy to został zbudowany po wielkim pożarze, który 25 kwietnia 1503 zajął znaczną część miasta. Podczas pożaru spaliło się prawie całe miasto, w tym archiwum, a uchowało się jedynie 6–7 budynków. Z biegiem czasu, budynek przeszedł kilka rekonstrukcji. Jest on chroniony jako zabytek kultury Republiki Czeskiej.